# Naro Gewog
Naro (Dzongkha: ན་རོ་) ist einer von acht Gewogs (Blöcke) des Dzongkhags Thimphu in Westbhutan. Zusammen mit dem Lingzhi Gewog und dem Soe Gewog bildet er den Unterdistrikt (Drungkhag) Lingzhi. 
Naro Gewog ist wiederum eingeteilt in fünf Chiwogs (Wahlkreise). Laut der Volkszählung von 2005 leben in diesem Gewog 189 Menschen auf einer Fläche von 277 km² in etwa 35 Haushalten.
Der Gewog befindet sich im Norden des Thimphu-Distrikts, erstreckt sich über Höhenlagen zwischen 3800 und 5489 m und ist einer der unzugänglichsten Gewogs. Er ist nur über Saumpfade zu erreichen. Die Bevölkerung bestreitet ihren Lebensunterhalt als nomadische Yakhirten. Obwohl dadurch relative hohe Einkommen erzielt werden, ist der Lebensstandard gering. Es gibt weder eine medizinische Infrastruktur noch Bildungseinrichtungen. Die Kinder des Gewogs  besuchen Schulen in den benachbarten Gewogs.
| Chiwog                     | Dörfer bzw. Weiler |
| -------------------------- | ------------------ |
| Moentsiphoog སྨོན་རྕི་ཕུག་      | Gangbu             |
| Moentsiphoog སྨོན་རྕི་ཕུག་      | Moentsiphoog       |
| Moentsiphoog སྨོན་རྕི་ཕུག་      | Zigu               |
| Barshong Nango བར་ཤོང_ནང་སྒོ་ | Barshong           |
| Zhomthang ཞོམ་ཐང་           | Gungiona           |
| Zhomthang ཞོམ་ཐང་           | Goedshog           |
| Zhomthang ཞོམ་ཐང་           | Sipchu             |
| Zhomthang ཞོམ་ཐང་           | Walithang          |
| Zhomthang ཞོམ་ཐང་           | Waza               |
| Zhomthang ཞོམ་ཐང་           | Zhomthang          |
| Pagoed པ་རྒོད་               | Jagoethang         |
| Pagoed པ་རྒོད་               | Chungdulo          |
| Pagoed པ་རྒོད་               | Naro               |
| Pagoed པ་རྒོད་               | Khasho             |
| Pagoed པ་རྒོད་               | Pagoed             |
| Tagsidthang སྟག་སྲིད་ཐང་      | Tagsidthang        |
| Tagsidthang སྟག་སྲིད་ཐང་      | Lhayulhaetoed      |